# Макдональд, Дэвид
Дэвид Макдональд (англ. David MacDonald; 9 мая 1904, Хеленсборо, Шотландия — 22 июня 1983, Лондон, Великобритания) — шотландский кинорежиссёр и кинопродюсер.

## Биография
Макдональд родился в семье богатого землевладельца. Он должен был стать врачом, но передумал и в возрасте 17 лет отправился в Малайзию работать на каучуковой плантации. Там он провел почти семь с половиной лет. По пути из Малайзии в Шотландию Дэвид попадает в Голливуд, где его очень заинтересовывает кинематограф. Согласно одной из версий, вернувшись назад в Малайзию, Дэвид знакомится с Дугласом Фэрбенксом (Douglas Fairbanks), который предлагает молодому человеку попытать счастья в Голливуде.

### Голливуд
Макдональд ворвался в Голливуд, получив работу технического консультанта по престижному фильму. После этого он на девять месяцев остался без работы. Позже он устроился на работу к Сесилу Б. Демиллу в "Четырех испуганных людях" (реж. Демилла). Макдональд работал помощником Демилла в "Крестном знамении", "Клеопатре и крестовых походах". Он работал над "Жизнью Бенгальского Улана" вместе с Генри Хатуэем (Henry Hathaway). Он также работал на Короля Видора (King Wallis Vidor) и Рауля Уолша. Спустя какое-то время Дэвид вернулся в Англию вместе с Уолшем (Walsh).

### Вторая мировая война
Попытки Макдональда завербоваться в армию не увенчались успехом в силу возраста, однако, он был направлен во Францию для проведения съемок в интересах военной разведки. По возвращении домой он работает над картиной Men of the Lightship (1940). Затем ему позвонили из Военного министерства и попросили сформировать армейский Киноотряд, где он дослужился до звания майора. Макдональда перевели на Ближний Восток, где он помог снять нашумевший документальный фильм "Пустыня победы" Desert Victory  (1943). Несколько человек, работавших над фильмом для Макдональда, были убиты в бою. В 1943 году он сопровождал фильм в десятинедельном турне по США, и было объявлено, что Макдональд будет снимать фильмы для Александра Корды ( Alexander Korda).Однако Макдональд остался в армии. Он служил в армейском Киноотряде во время вторжения на Сицилию и Италию, там заболел малярией. Это означало, что он не сможет принять участие во вторжении во Францию. Он полгода проработал на киностудии "Pinewood Studios" в армейском Киноотряде, затем был переведен на Дальний Восток, где снял фильм "Бирма Виктори" Burma Victory (1946).

### Продолжение карьеры
Когда Макдональд уволился из армии, он начал работать на продюсера Сидни Бокса/Sydney Box. Он снял шотландскую мелодраму "Братья" The Brothers (1947) с Патрицией Рок (Patricia Roc), частично снятую на острове Скай (Isle of Skye). Затем Макдональд снял "Snowbound" (1948), альпийский триллер, основанный на романе Хэммонда Иннеса (Hammond Innes), и «Девочка для удовольствия» (1948) с Джин Кент.
Макдональд снял два фильма для Одри Баринг. "Каирская дорога" Cairo Road (1950) с Эриком Портманом (Eric Portman ) и Лоуренсом Харви ( Laurence Harvey), частично снятый в Египте, получила популярность. "Авантюристы" (1951) с Джеком Хокинсом были менее успешны, хотя и снимались в Африке.

Для Tempean Films Макдональд снял фильм "Потерянные часы" The Lost Hours  (1952) с Джин Кент и Марком Стивенсом. Макдональд вернулся к документальным фильмам с операцией "Operation Malaya" (1953), посвященным малайской чрезвычайной ситуации. Он снял научно-фантастический фильм "Девушка-дьявол с Марса"  Devil Girl from Mars  (1954), который стал культовым фаворитом. Макдональд был режиссером эпизодов "Saber of London" и работал над многими другими телешоу. Он снял триллер  Alias John Preston (1955). Он снял комедию "Маленький отель" Small Hotel (1957), а затем снялся в фильме "The Moonraker " (1958), поставленном во время Гражданской войны в Англии. За ним последовали комедии "Затерянная леди" A Lady Mislaid (1958), "Пиратские юбки" Petticoat Pirates(1961) и "Золотой Кролик" The Golden Rabbit (1962).

## Фильмография
- Последний занавес — The Last Curtain (1937)
- Когда маки цветут снова When the Poppies Bloom Again (1937, short)
- Двойное алиби — Double Alibi (1937, short)
- Исправиться никогда не поздно — It's Never Too Late to Mend (1937)
- Смерть напевает блюз — Death Croons the Blues (1937)
- Высокая поездка — Riding High (1937)
- Сделайте это три раза — Make It Three (1938)
- Пятно беспокойства — A Spot of Bother (1938)
- Познакомьтесь с мистером Пенни — Meet Mr. Penny (1938)
- Это человек-новость — This Man Is News (1938)
- Мертвецы не рассказывают рассказы — Dead Men Tell No Tales (1939)
- Этот человек в Париже — This Man in Paris (1939)
- Способность превращать в золото все, к чему прикасаешься — The Midas Touch (1940)
- Мужчина плавучего маяка — Men of the Lightship (propaganda film, 1940)
- Пустыня победы — Desert Victory (propaganda film, 1943)
- Братья — The Brothers (1947)
- Девочка для удовольствия — Good-Time Girl (1948)
- Христофор Колумб — Christopher Columbus (biopic of Christopher Columbus, 1949)
- Алмазный город — Diamond City (1949)
- Плохой лорд Байрон — Bad Lord Byron (biopic of Lord Byron, 1949)
- Кэро-Роуд — Cairo Road (1950)
- Авантюристы — The Adventurers (1951)
- Шагайте мягко — Tread Softly (1952)
- Последние часы — The Lost Hours (1952)
- Один справедливый человек — «One Just Man» (1954) episode of The Vise
- Жёлтый халат — The Yellow Robe (1954)
- Дьяволица с Марса — Devil Girl from Mars (1954)
- Тройной шантаж — Triple Blackmail (1955)
- Три загнанных в угол судьбы — Three Cornered Fate (1955)
- Операция «Малайя» — Operation Malaya (1955)
- Заключительная колонка — Final Column (1955)
- Пользующийся спросом человек — Man in Demand (1955)
- Небольшой отель — Small Hotel (1957)
- Затерянная леди — A Lady Mislaid (1958)
- Лунный гонщик — The Moonraker (1958)
- Питратские юбки — Petticoat Pirates (1961)
- Золотой кролик — The Golden Rabbit (1962)